# Сирм
Сирм (на латински: Syrmus, на старогръцки: Σύρμος) е цар на западно-тракийското племе трибали през 330-те пр.н.е.
Споменаван е от Ариан, Страбон и Плутарх. Сирм e епоним на Сирмиум. Също така името Сирмия (днес област Срем) е подобно. Сирм се споменава в „Летописа и Родословие“ на поп Йовчо Попниколов от Трявна под името Сирма. Летописът е писан през XIX век. В книгата на Андрия Качич Миошич от 1754 г. е описана войната между Сирм (А. Миошич го нарича Сердилиаида) и Филип Македонски, завършила с победа на Сирм. Поп Йовчо и Миошич описват Сирм като владетел на тракийската държава.

## История
Относно Сирм не се знае много. Tой е един от най-великите и влиятелни владетели на тракийското племе на трибалите, което е част от народа на древните траки.
Още от началото на своето управление Сирм е принуден да отбие нападенията от северозапад на келтските племена бастарни и скордиски. След като успял временно да отблъсне нашествениците от северозапад, се наложило да защитава държавата си от Филип II Македонски. През 339 г. пр. Хр. на връщане от Скития Филип II Македонски навлязъл в Трибалия, но Сирм отказал да го пусне доброволно да премине през неговите земи и да се върне в Македония. Филип II започнал битката пръв, но бил разбит от войските на Сирм.
През 335 пр.н.е. Александър Македонски нападнал трибалите през пролетта, като им нанесъл поражение до река Росица (дн. Габровска област в България), след това продължил на север до остров Певки на Дунав в днешна Добруджа или остров Белене, където прави няколко неуспешни опита да го превземе. По това време при Александър дошли пратеници на скордиските или бастарините и влезли в съюз с него. Въпреки този съюз Александър Македонски не само не успял да победи, а в някой от опитите да премине на север от река Дунав бил разбит неколкократно от даките и трибалите. Притиснат от две страни на север от даките и от юг и запад от пристигащите трибалски войски и разгромен на север от р. Дунав, Александър III Македонски бил принуден да се предаде. Сирм и Александър III Македонски сключват „равен“ мир, след което Александър III Македонски се оттегля на юг от Хемус.